# Фонтанжи
Фонтанжи (фр. Fontangy) насеље је и општина у источном делу централне Француске у региону Бургоња, у департману Златна обала која припада префектури Монбар.
По подацима из 2011. године у општини је живело 148 становника, а густина насељености је износила 8,4 становника/km². Општина се простире на површини од 17,61 km². Налази се на средњој надморској висини од 450 метара (максималној 561 m, а минималној 345 m).

## Демографија
| 1962. | 1968. | 1975. | 1982. | 1990. | 1999. | 2011. |
| ----- | ----- | ----- | ----- | ----- | ----- | ----- |
| 200   | 204   | 181   | 166   | 153   | 147   | 148   |

График промене броја становника у току последњих година